# Це-дур
Це-дур је дурска лествица, чија је тоника тон це (c). Ова лествица нема предзнака. Њена паралела је а-мол која такође нема предзнаке. Такође, јако је битно знати како се тонови читају у солмизацији и по абецеди.  
Солмизација: до ре ми фа сол ла си до.  
Абецеда: це де е еф ге а ха це, а у запису : c d e f g a h c   
У сваком дуру укључујући и овај, полустепени су између III и IV.  и  VII и VIII ступња. Полустепен је место где нема ниједне дирке (на клавиру, хармоници) између та 2 тона. У нашем случају то су ми-фа и си-до. У дурској скали, полустепени се обележавају само између та 2 тона, и изнад њих нацртате само наопако слово V тако да их спојите. Изгледаће као 2 трешњице са спојеним дршкама.  
У свакој лествици, тако и у Це-дуру испод сваког тона обележавају се тонови римским бројевима. Бројеви означавају ступањ у лествици. Ступањ одређује место тона у скали. 
Илустрација означених ступњева: 
| c | d  | e   | f  | g | a  | h   | c²                |
| I | II | III | IV | V | VI | VII | VIII поновљни (I) |

Лествица има два тетрахорда: доњи (први) и горњи (други). Тетрахорд је узастопни низ од четири тона. У C-duru први терахорд сачињавају тонови c, d, e, f   док  други  g, a, h c. Оба тетрахорда имају једнаки број целих и полустепена.

## Запис лествице у виолинском кључу
1. ↑  Vesna Veljković (2020-03-22), C-dur lestvica, Приступљено 2025-04-03